# 能化正樹

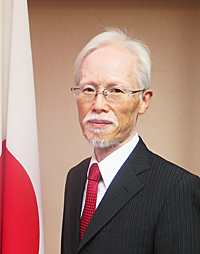
在スウェーデン日本国大使館ウェブページより（令和4年3月）

能化 正樹（のうけ まさき）は、日本の外交官。外務省領事局長、内閣府国際平和協力本部事務局長、駐エジプト特命全権大使を経て、駐スウェーデン特命全権大使。

## 人物・経歴
兵庫県出身。1982年東大法学部卒、外務省入省。1998年欧州連合日本政府代表部一等書記官。2001年文化交流部政策課長。2003年アジア大洋州局大洋州課長。2004年大臣官房在外公館課長。2006年在フランス日本国大使館公使。2009年在ジブチ日本国大使館大使。2010年国際協力局兼中東アフリカ局アフリカ部審議官、NGO担当大使。2012年内閣官房内閣情報調査室内閣審議官。
2013年内閣官房特定秘密保護法施行準備室長。外務省領事局長補佐を経て、2015年から外務省領事局長を務め、2016年のダッカ・レストラン襲撃人質テロ事件では、川村泰久外務報道官と連名で、マスメディアにより遺族家族の意向に反する取材活動がなされているとして配慮を要請した
。2017年内閣府国際平和協力本部事務局長。外務省大臣官房付を経て、2018年駐エジプト特命全権大使。2021年駐スウェーデン特命全権大使。

## 同期
- 秋葉剛男（21年国家安全保障局長・18年外務事務次官）
- 伊藤伸彰（16年ウズベキスタン大使）
- 岡浩（21年エジプト大使・19年マレーシア大使・16-17年トルコ大使）
- 斎木尚子（17年外務省研修所長・15年国際法局長）
- 嶋崎郁（20年ヨルダン大使・17年チェコ大使）
- 髙岡望（21年カメルーン大使）
- 髙瀨寧（21年ラトビア大使・17年メキシコ大使・14年中南米局長）
- 林肇（20年英国大使・19年内閣官房副長官補・17年ベルギー大使）
- 引原毅（19年ウィーン代表部大使・15年ラオス大使）
- 藤村和広（22年フィンランド大使・18年キューバ大使）
- 星山隆（22年ボツワナ大使）
- 柳秀直（20年ドイツ大使・17年ヨルダン大使）
- 新井辰夫（18年セネガル大使・15年ジブチ大使）
- 岩藤俊幸（17年ジンバブエ大使）
- 倉光秀彰（21年モロッコ大使・18年コートジボワール大使）
- 中山泰則（20年ギリシャ大使）
- 平木塲弘人（18年外務省研修所副所長）
- 山田淳（2021年カザフスタン大使・2018年アルメニア大使）
- 山本条太（21年オマーン大使・19年関西担当大使・16年フィンランド大使）
- 松田邦紀（2021年ウクライナ大使・2018年パキスタン大使）